# Lockheed YF-12
Lockheed YF-12 là một nguyên mẫu máy bay tiêm kích đánh chặn của Hoa Kỳ, YF-12 được Không quân Hoa Kỳ thử nghiệm đánh giá như một phát triển của mẫu máy bay trinh sát tuyệt mật của CIA là A-12 OXCART, cũng từ mẫu máy bay này đã sản sinh ra loại máy bay SR-71 Blackbird nổi tiếng.

## Thiết kế và phát triển
Chương trình YF-12 của Không quân Hoa Kỳ (USAF) được phát triển từ thiết kế máy bay gián điệp Lockheed A-12 OXCART được sử dụng cho CIA và bay lần đầu tiên vào ngày 26 tháng 4-1962, chiếc YF-12A đầu tiên bay vào ngày 7 tahsng 8-1963. Sự tồn tại của máy bay không được chính thức thừa nhận cho đến 29 tháng 2-1964. Lockheed đã tạo ra sự chú ý của không quân Mỹ vào dự án YF-12 sau khi dự án XF-108 Rapier bị hủy bỏ, một máy bay đánh chặn với tốc độ Mach 3 dự định sẽ thay thế những chiếc F-106 Delta Dart trong biên chế. Nó được phát triển dựa vào A-12 để có thể giảm chi phí so với XF-108, sau nhiều thiết kế và công trình phát triển trên YF-12, nguyên mẫu trình diễn đã hoàn thành và không quân đã đồng ý trả tiền để chế tạo YF-12. Vào năm 1960, không quân Mỹ đồng ý chuyển đổi những chiếc A-12 sẵn có từ số 11 đến số 13 thành cấu hình tiêm kích đánh chặn YF-12A.
Những thay đổi chính liên quan đến việc sửa đổi phần mũi máy bay để lắp đặt radar điều khiển hỏa lực Hughes AN/ASG-18 trước đây phát triển cho XF-108, và thêm một buồng lái nữa cho thành viên phi hành đoàn điều khiển radar kiểm sát hỏa lực. Phần mũi của máy bay được sủa đổi đã khiến kiểu dáng khí động học của máy bay cũng phải thay đổi, bộ thăng bằng ở bụng được thêm vào dưới thân máy bay và vỏ động cơ cần ổn định và chắc chắn hơn. Cuối cùng, những khoang trong thân trước đó trên A-12 dùng để lắp thiết bị trinh sát được thay đổi để mang 4 tên lửa Hughes AIM-47 Falcon (GAR-9).

## Thử nghiệm và đánh giá

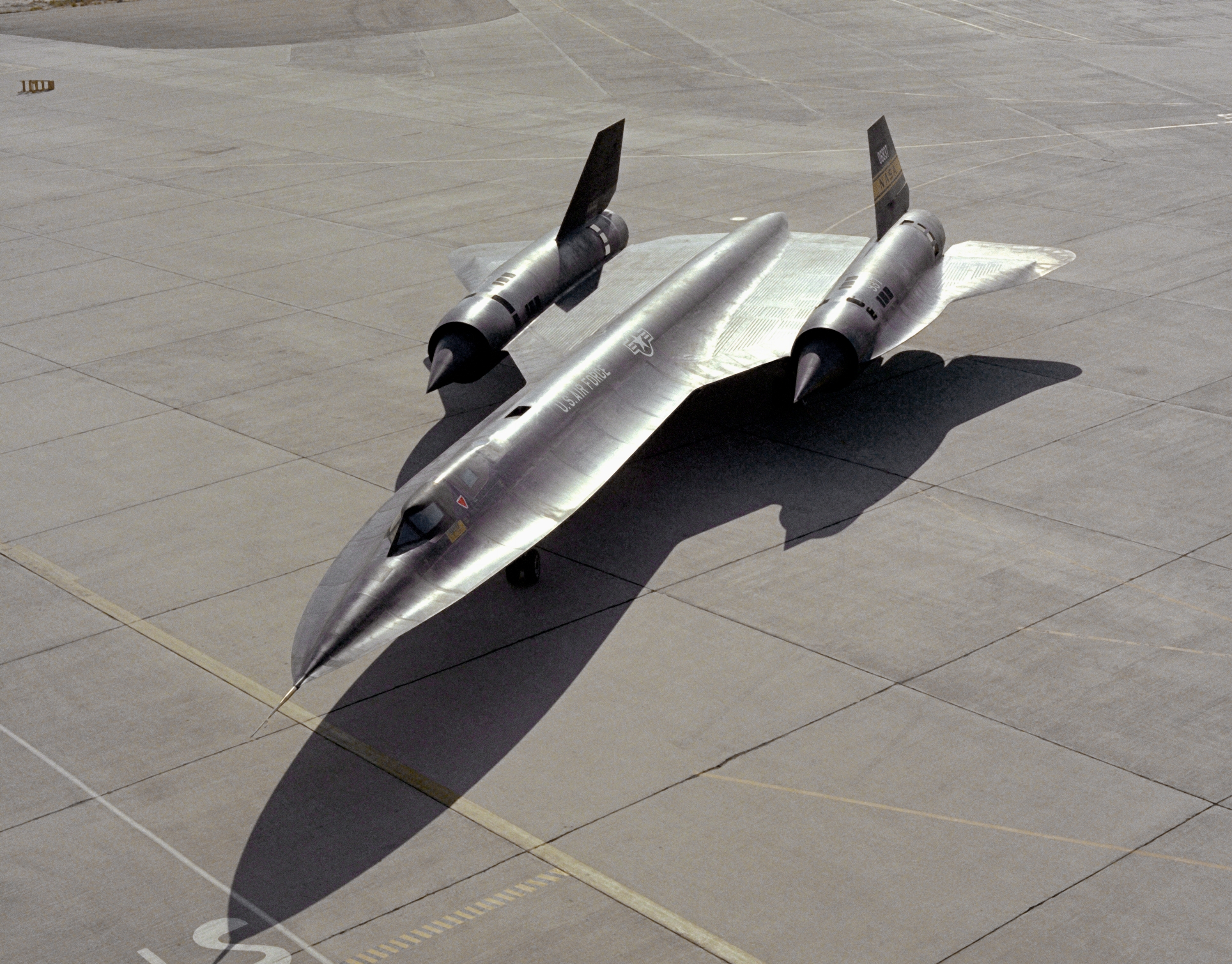
YF-12C số hiệu 60-6937

Kết quả thử nghiệm rất ấn tượng: những chiếc YF-12A đạt kỷ lục tốc độ 2.070.101 mph (3331.505 km/h) và kỷ lục độ cao là 80.257,86 ft (24.462,6 m), những kỷ lục này đều diễn ra vào ngày 1 tháng 5-1965, và kết quả trình diễn hứa hẹn đây là hệ thống vũ khí duy nhất. 6 lần bắn tên lửa AIM-47 đều thành công, quả cuối cùng bắn từ YF-12 khi nó đang bay với vận tốc Mach 3.2 trên độ cao 74.400 feet (22.677 mét) với một mục tiêu không người lái cách mặt đất 500 feet (152 m). Năm 1965, Không quân Mỹ đặt hàng chế tạo 93 F-12B, nhưng đã bị hủy bỏ do ngân sách bị cắt giảm bởi Bộ trưởng quốc phòng lúc đó là Robert McNamara. Lý do căn bản để hủy bỏ dự án này là vào cùng thời điểm này, phần lớn các quan chức của Hoa Kỳ đều tin rằng Liên Xô không có một máy bay ném bom nào đủ nhanh, khiến các quan chức Mỹ đủ tin tưởng tiếp tục đầu tư cho máy bay đánh chặn ở tốc độ Mach 3. Chương trình này đã hủy bỏ vào thời điểm đó, nhưng YF-12 tiếp tục bay trong nhiều năm trong Không quân Hoa Kỳ và NASA như một máy bay nghiên cứu.
Ba chiếc A-12 mang số hiệu 60-6934, 60-6935, 60-6936 đã được chuyển đổi thành YF-12A. Chiếc mang số hiệu 60-6934 đã hư hại bên ngoài bởi lửa tại Căn cứ không quân Edwards trong khi đang hạ cánh, nó đã gặp rủi ro vào ngày 14 tháng 8-1966; nửa sau của nó được cứu kịp thời và phần này được kết hợp với phần nửa trước của một khung máy bay thử nghiệm tĩnh của Lockheed để tạo ra một chiếc SR-71C duy nhất. Chiếc SR-71C này (tên riêng "The Bastard" (con hoang) do phi công đặt, nó không thể bay thẳng hoàn hảo, và đòi hỏi phi công phải giữ sức ép mạnh vào bánh lái ở tốc độ tuần tra) hiện nay đang trưng bay tại một bảo tàng tại Căn cứ không quân Hill. Đây là chiếc SR-71 duy nhất trong số những chiếc SR-71 vẫn còn mang bộ thăng bằng ở bụng dưới vỏ bảo vệ động cơ – một chi tiết chỉ có trên YF-12. Chiếc YF-12 số 60-6936 bị mất vào ngày 24 tháng 6-1971 do hỏa hoạn trong khi bay, một ống nhiên liệu bị vỡ; cả hai phi công đều nhảy dù an toàn ở phía bắc căn cứ không quân Edwards.

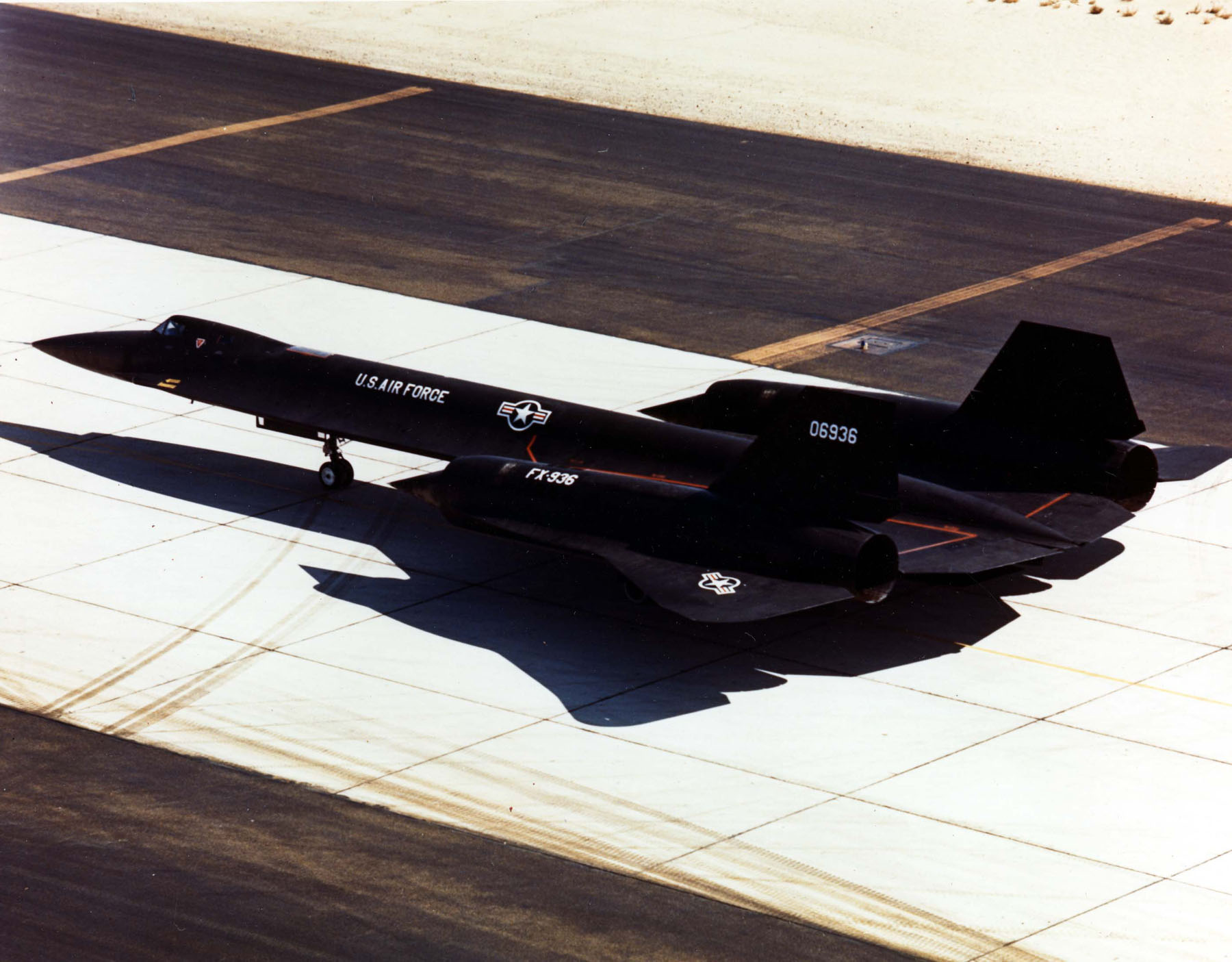
YF-12A #60-6936

Chiếc YF-12A số 60-06935 là chiếc duy nhất còn tồn tại; nó được triệu hồi về kho vào năm 1969 để tham gia vào công việc nghiên cứu công nghệ tuần dương siêu âm do USAF/NASA thực hiện, nó chuyển đến Bảo tàng Quốc gia Không quân Hoa Kỳ tại Căn cứ không quân Wright-Patterson gần Dayton, Ohio vào 17 tháng 11-1979. Giai đoạn đầu của chương trình nghiên cứu công nghệ này bao gồm kiểm tra những mục tiêu được tập trung vào để trả lời một số câu hỏi để bổ sung cho B-1. Những mục tiêu của Không quân bao gồm khảo sát hiệu quả sử dụng trong một môi trường chiến thuật, và làm cách nào AWACS có thể điều khiển máy bay siêu âm. Phần ngân sách không quân dự tính là 4 tỷ USD. Các thử nghiệm của NASA nhằm trả lời các câu hỏi như làm sao hiệu suất đầu vào động cơ ảnh hưởng đến khung máy bay và sự tương tác đẩy, tiếng ồn ở phần biên máy bay, hơi nóng chuyển đổi dưới điều kiện tốc độ Mach cao, và độ cao có thể đạt được ở tốc độ siêu âm. Ngân sách của NASA cho hai năm rưỡi dự kiến là 14 triệu USD.
Chiếc YF-12 thứ tư, "YF-12C", thật sự là chiếc SR-71A (61-7951) thứ hai. Máy bay được cho NASA mượn để thử nghiệm lực đẩy sau khi mất chiếc YF-12A (60-6936) vào năm 1971. SR-71A được tái chỉ định như YF-12C và được định cho một số hiệu seri 60-6937 không có thật. YF-12C được NASA sử dụng cho đến tháng 9-1978, sau đó nó quay trở lại không quân. Ngày nay, chiếc máy bay này được trưng bày tại Bảo tàng không quân Pima ở Tucson, AZ.
| Số hiệu | Kiểu   | Số phận                                              |
| ------- | ------ | ---------------------------------------------------- |
| 60-6934 | YF-12A | Biển đổi thành SR-71C 64-17981 sau hỏa hoạn năm 1966 |
| 60-6935 | YF-12A | Bảo tàng không quân, Wright-Patterson AFB, OH        |
| 60-6936 | YF-12A | Mất, 24 tháng 6 1971                                 |

## Thông số kỹ thuật (YF-12A)
Dữ liệu lấy từ Lockheed's SR-71 'Blackbird' Family

### Đặc điểm riêng
- Phi đoàn: 2
- Chiều dài: 101 ft 8 in (30.97 m)
- Sải cánh: 55 ft 7 in (16.95 m)
- Chiều cao: 18 ft 6 in (5.64 m)
- Diện tích cánh: 1.795 ft² (167 m²)
- Trọng lượng rỗng: 60.730 lb (27.604 kg)
- Trọng lượng cất cánh: 140.000 lb (63.504 kg[2])
- Trọng lượng cất cánh tối đa: 124.000 lb (56.200 kg)
- Động cơ: 2× Pratt & Whitney JTD11D-20A tỷ lệ đường re lớn
  - Lực đẩy khô: 20.500 lbf (91.2 kN) mỗi chiếc
  - Đốt nhiên liệu lần hai: 31.500 lbf (140 kN) mỗi chiếc

### Hiệu suất bay
- Vận tốc cực đại: Mach 3.35 (2.275 mph, 3.661 km/h[2]) 80.000 ft
- Tầm bay: 3.000 mi (4.800 km)
- Trần bay: 90.000 ft (24.000 m)
- Vận tốc lên cao: n/a
- Lực nâng của cánh: n/a
- Lực đẩy/trọng lượng: n/a

### Vũ khí
- 3× tên lửa không đối không Hughes AIM-47A

### Hệ thống điện tử
- Radar điều khiển hỏa lực Hughes AN/ASG-18

## Máy bay YF-12 trưng bày
Chiếc YF-12A duy nhất còn lại được trưng bày tại:
- Bảo tàng Quốc gia Không quân Hoa Kỳ, tại Căn cứ không quân Wright-Patterson, gần Dayton, Ohio.

## Nội dung liên quan

### Máy bay có cùng sự phát triển
- Lockheed A-12
- SR-71 Blackbird

### Danh sách
- Danh sách máy bay quân sự của Hoa Kỳ
- Danh sách máy bay Lockheed
- Danh sách máy bay tiêm kích